# الوستون، داربی‌شر
الوستون (به انگلیسی: Elvaston) یک روستا و محله مدنی در بریتانیا است که در South Derbyshire واقع شده‌است. الوستون ۱٬۸۰۱ نفر جمعیت دارد.